# NGC 145
NGC 145 es una galaxia espiral barrada localizada en la constelación de Cetus. Fue descubierta por John Herschel en 1828.